# Philips NMS-8250
De NMS-8250 is een door Philips in 1986 op de markt gebrachte MSX2-homecomputer. De afkorting NMS staat voor New Media Systems.
De computer is modern en zakelijk vormgegeven in een zogenoemd desktopmodel met één ingebouwd diskettestation. De twee cartridgesleuven bevinden zich aan de rechterzijde van de computer. Het losse toetsenbord is tevens uitgerust met een numeriek toetsenbord en cursorbesturingstoetsen en wordt met een kabel verbonden. Opvallend is dat de bovenste rij letters van het toetsenbord vrijwel altijd 'verkleurd' is.
De Philips NMS-8255 is vrijwel gelijk aan de NMS-8250 maar beschikt over twee diskettestations.

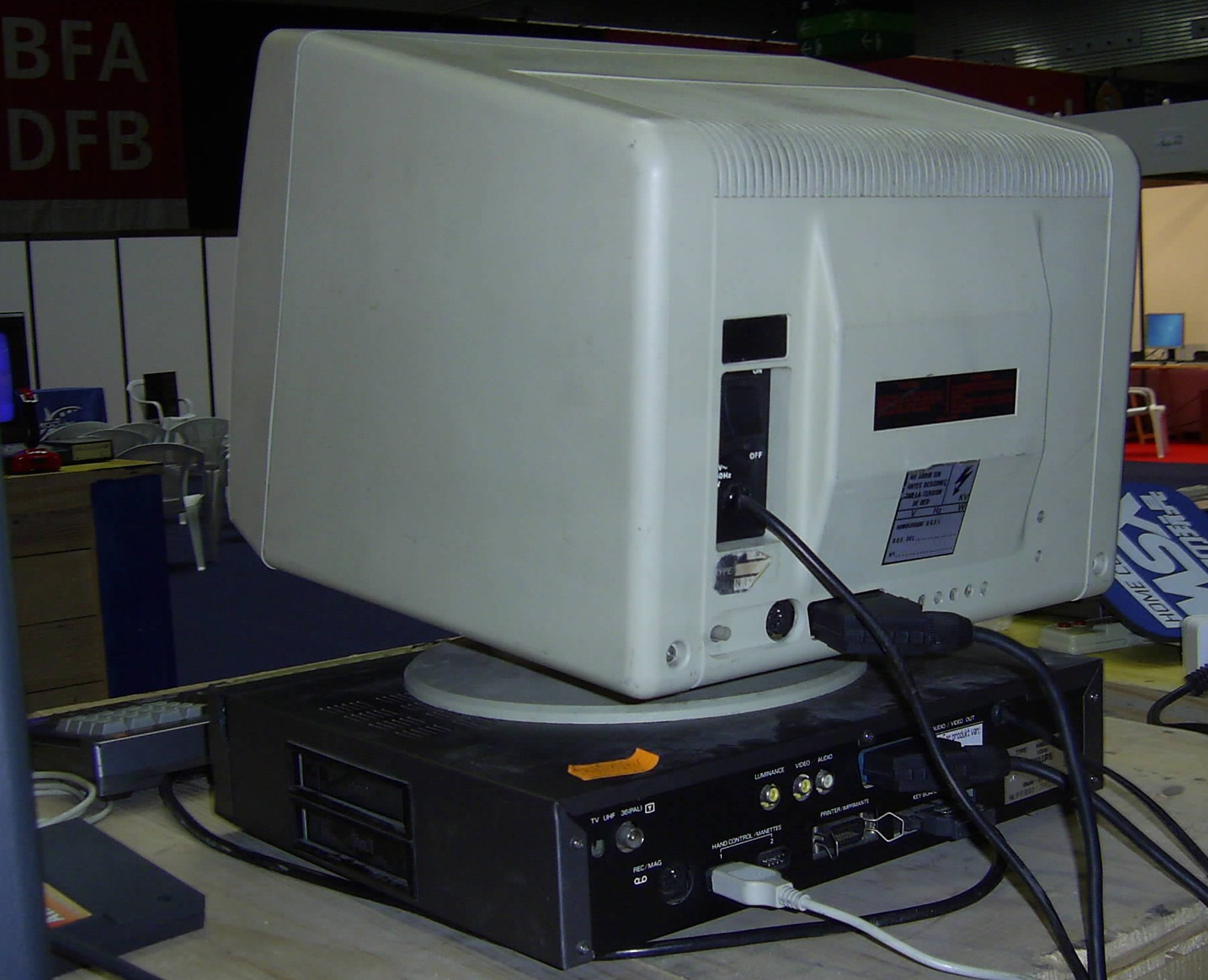
Philips NMS-8250 achterkant

## Technische specificaties
Processor
- Zilog Z80A met een kloksnelheid van 3,56 MHz. (PAL)

Geheugen
- ROM: 64 kB
  - MSX2: 48 kB
  - Disk BASIC: 16 kB

- RAM: 256 kB
  - VRAM: 128 kB
  - Werkgeheugen: 128 kB

Weergave
- VDP Yamaha YM9938
- tekst: 80×24, 40×24 en 32×24 (karakters per regel × regels) vier kleuren, twee voorgrondkleuren en twee achtergrondkleuren
- grafisch: resolutie maximaal 512×212 beeldpunten (16 kleuren uit 512) en 256×212 (256 kleuren)
- kleuren: 512 maximaal

Controller
- MSX-controller: S-3527
- real-time klok met zelfopladende batterij

Geluid
- PSG (door S-3527)
- 3 geluidskanalen, waarvan één ruiskanaal

diskettestation
- afmeting: 3,5 inch
- capaciteit: 720 kB (dubbelzijdig)

Aansluitingen
- netsnoer
- RF-uitgang
- CVBS-monitor
- luminantie-uitgangsconnector
- tulpstekker-geluidsuitgang
- scart-audio/video-uitgang (RGB)
- datarecorder
- printer
- toetsenbord
- 2 joysticks
- 2 cartridgesleuven